# Al Barsha
Al Barsha (in arabo البرشاء‎?, al-Barshāʾ) è una comunità dell'Emirato di Dubai, negli Emirati Arabi Uniti. Si trova nel Settore 3 nella zona occidentale di Dubai.

## Geografia
La località è in gran parte residenziale e confina dal lato nord con Al Quoz e Al Thanyah a sud.
Uno dei punti di riferimento più significativi della comunità è il centro commerciale Mall of the Emirates.